# Alessandra Benucci
Alessandra Benucci (Barletta, 1480 (circa) – Ferrara, 12 settembre 1552) è stata una nobile italiana.
Fu la moglie di Ludovico Ariosto.

## Biografia
Alessandra Benucci era figlia di Francesco Benucci, che viveva a Firenze, ma nacque a Barletta, dove la sua famiglia si era momentaneamente trasferita. Venne educata nella città del fiore e, attorno al suo ventitreesimo compleanno, forse nel 1503, andò sposa a Tito Strozzi, figlio di Leonardo, nobile ferrarese omonimo del più famoso poeta Tito Vespasiano Strozzi e di lui lontano parente. Per altre fonti il trasferimento a Ferrara da Barletta avvenne in un momento precedente, cioè nel 1498. Lo Strozzi, probabilmente di origini toscane, a Ferrara risiedeva non lontano dalla chiesa di Santa Maria in Vado dove svolgeva l'attività di mercante. Sia lei che il marito furono molto vicini sia al ramo più nobile della famiglia Strozzi di Ferrara sia alla famiglia estense, in particolare al duca Alfonso I d'Este ed ancor di più al cardinale Ippolito. Per conto dei signori di Ferrara si recarono spesso a Firenze. Nel 1513 la Benucci rimase vedova, dopo aver dato 5 figli allo Strozzi.

### Incontro con Ludovico Ariosto
Nel 1513 incontrò a Firenze, dove si era recata in visita ad un parente, Ludovico Ariosto, a sua volta in città su incarico di Ippolito d'Este. Furono presentati formalmente da un parente di lei, Roberto Strozzi, ed il poeta rimase colpito dalla sua bellezza. In realtà, poiché la Benucci e l'Ariosto frequentavano la corte estense, è probabile che i due già si fossero visti in precedenza.
Tornati entrambi a Ferrara, ed Alessandra ormai vedova, la loro relazione si fece più stretta. La nobildonna tuttavia resistette a lungo a Ludovico, abituato a frequentazioni con donne diverse.
Divennero infine amanti, ma seppero mantenere molto riservato il loro rapporto e, quando infine si sposarono (tra il 1528 ed il 1530), anche le nozze rimasero segrete.
Alessandra voleva infatti mantenere la tutela sui figli e Ludovico non intendeva rinunciare ai benefici derivanti dalla carica ecclesiastica ottenuta dal cardinale Ippolito. La loro unione fu di breve durata; il poeta si spense nel 1533 lasciandola vedova per la seconda volta.

### La vedovanza degli ultimi anni
Dopo la morte del secondo marito Alessandra continuò a vivere nella casa di via Borgo Vado, dove erano avvenuti gli incontri semiclandestini con l'Ariosto anche dopo il loro matrimonio.
Divenne più religiosa, iniziò a recarsi con regolarità presso la chiesa di San Rocco per le sue preghiere e per incontrarvi le monache domenicane del vicino convento.
Seppe gestire ed accrescere le notevoli disponibilità economiche ricevute dalla famiglia o in dote sino alla fine dei suoi giorni, talvolta entrando in lite per questioni di eredità o prestando denaro e ottenendone la restituzione. Morì il 12 settembre 1552.